# Zuzana Martináková

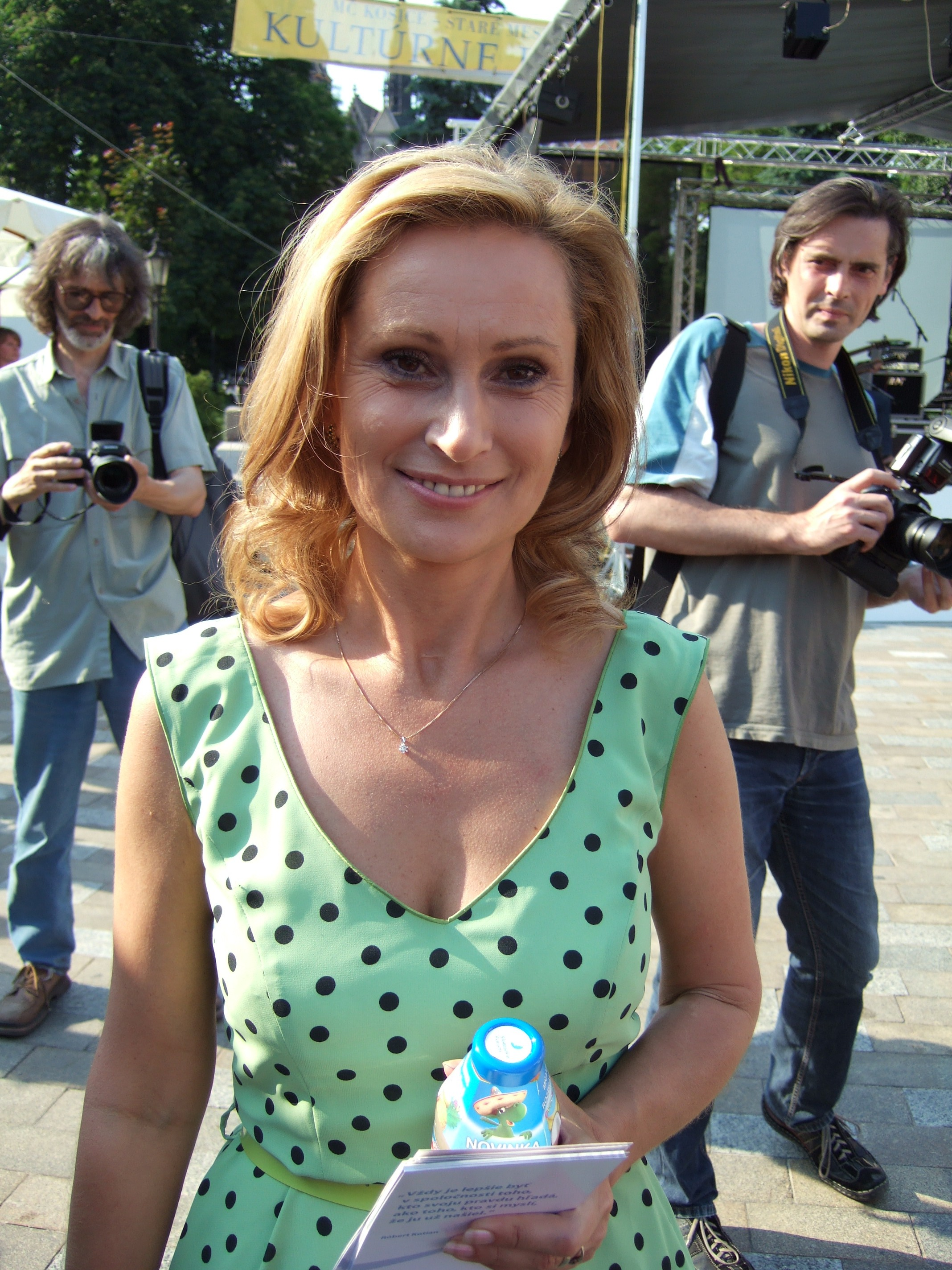
Zuzana Martináková

Zuzana Martináková (* 5. května 1961, Púchov) je slovenská politička, bývalá novinářka a předsedkyně slovenské politické strany Slobodné fórum (česky: Svobodné fórum). Roku 2009 kandidovala na slovenskou prezidentku. Získala 5,12 % hlasů a nepostoupila do druhé kola.

## Profesionální kariéra
Vystudovala slovenštinu a francouzštinu na Filozofické fakultě Univerzity Komenského v Bratislavě. Od roku 1988 působila ve Slovenském rozhlasu a od roku 1993 pracovala ve slovenské redakci BBC.

## Politická kariéra
Do politiky vstoupila po své třetí mateřské dovolené, to když ji do vznikající politické strany SDKÚ doporučil poslanec Ivan Šimko. Později se stala místopředsedkyní SDKÚ a nakonec í Národní rady Slovenské republiky. Poslankyní Národní rady Slovenské republiky byla ve volebním období 2002-2006, zde působila výboru pro sociální věci a bydlení.

## Stranická kariéra
Počátkem roku 2004 opustila SDKÚ a rezignovala na svoji ústavní funkci, aby založila nový politický subjekt Slobodné fórum. V roce 2004 o jeden hlas zvítězila nad svým protikandidátem, jímž byl Ivan Šimko, a stala se první předsedkyní SF. V parlamentních volbách v roce 2006 se Slobodné fórum nedostalo do parlamentu (získalo jen 3,47% hlasů voličů, potřebných bylo minimálně 5 %).